# Wotan Wilke Möhring
Wotan Wilke Möhring (ur. 23 maja 1967 w Detmold) – niemiecki aktor filmowy i telewizyjny, muzyk i model.

## Życiorys

### Wczesne lata
Urodził się w Detmold jako syn oficera armii i nauczycielki. Dorastał w Herne wraz z rodzeństwem – braćmi: Hauke i Sönke (ur. 1972) oraz siostrą Wiebke. Po ukończeniu szkoły odbył służbę wojskową jako spadochroniarz Bundeswehry. Po zdobyciu kwalifikacji jako elektryk, studiował komunikację w Hochschule der Künste w Berlinie. Dorabiał jako właściciel klubów, bramkarz i model.

### Kariera
Początkowo wykonywał muzykę punkową, był współzałożycielem grupy muzycznej „Red Lotus”. W 1995 r. razem z Gabi Delgado-Lópezem stworzył zespół DAF/DOS. W 1996 roku ukazał się singiel „Ich Glaub’ Ich Fick’ Dich Später” (Myślę, pieprzę się później). Następnie ukazały się dwa albumy: „Allein, Zu Zweit, Mit Telefon” (1996) i „Der DAF/DOS Staat” (1999). Był także producentem ścieżki dźwiękowej.
Od 1997 roku regularnie pojawiał się w produkcjach telewizyjnych i filmowych. Jego dorobek artystyczny obejmuje filmy takie jak Historia Bubiego Scholza (Die Bubi-Scholz-Story, 1998) obok Benno Fürmanna, Götza George’a i Angeli Winkler, Tatort (Miejsce zbrodni) – odc. Śmierć bawi się (Der Tod spielt mit, 1997), Lammbock (2001) z udziałem Moritza Bleibtreu, NDR Nadzieja umiera ostatnia (Die Hoffnung stirbt zuletzt, 2002) i Prawdziwi mężczyźni? (Echte Männer?, 2003).

## Życie prywatne
Zamieszkał ze swoją życiową partnerką Anna Theis w Kolonii. 22 stycznia 2009 r. urodziła się ich córka Mia Josefine, a następnie w maju 2011 r. przyszedł na świat syn Karl Michel.

## Filmografia

### Filmy fabularne
- 1999: Zoe jako Ted
- 2000: Otto – Der Katastrofenfilm jako Brock
- 2001: Eksperyment (Das Experiment) jako Joe Maier Nr 69
- 2001: Julietta jako Castor
- 2001: Lammbock jako Frank
- 2002: Olgas Sommer jako Paul
- 2002: Nadzieja umiera ostatnia (Die Hoffnung stirbt zuletzt) jako Jens
- 2003: Anatomia 2 (Anatomie 2) jako Gregor
- 2003: Złodzieje męskości (Eierdiebe) jako Martin Schwarz
- 2003: Prawdzi mężczyźni? (Echte Männer?) jako Mike Krieger
- 2004: Cowgirl jako Max
- 2005: Prawie w niebie (Almost Heaven) jako Carlo Schuster
- 2005: Antyciała (Antikörper) jako Michael Martens
- 2007: Video Kings jako Horst
- 2008: Hardcover jako Dominik ‘Nick’ ‘Dom’ Adler
- 2009: Soul Kitchen jako Thomas Neumann
- 2009: Faceci w wielkim mieście 2 (Männerherzen... und die ganz ganz große Liebe) jako Roland Feldberg
- 2009: Pandorum jako ojciec młodego Bowera
- 2010: Cisza (Das letzte Schweigen) jako Timo Friedrich
- 2010: Henryk IV. Król Nawarry (Henri 4) jako Henryk I de Guise
- 2014: Who Am I. Możesz być kim chcesz (Who Am I – Kein System ist sicher) jako Stephan

### Seriale TV
- 2000: Auf eigene Gefahr jako Richie
- 2004: Nachtschicht jako Simon Kramer
- 2006: Tatort (Miejsce zbrodni) jako Sven Forthmann
- 2007: Tatort (Miejsce zbrodni) jako Holger Lindner
- 2008: KDD – Kriminaldauerdienst jako Fred Steiner
- 2008: Tatort (Miejsce zbrodni) jako Frank Weber
- 2012: Tatort (Miejsce zbrodni) jako Phillip Rahn
- 2012: Der Doc und die Hexe jako dr Georg Burger
- 2013: Tajemnice hotelu Adlon (Das Adlon. Eine Familiensaga) jako Friedrich Loewe
- 2013-2015: Tatort (Miejsce zbrodni) jako naczelny komisarz Thorsten Falke
- 2016: Winnetou. Nowy świat (Winnetou & Old Shatterhand) jako Old Shatterhand